# Bill Paterson
Pour les articles homonymes, voir Paterson.
Bill Paterson est un acteur  britannique né le 3 juin 1945 à Glasgow (Royaume-Uni).

## Filmographie

### Cinéma
- 1978 : The Odd Job : Sergeant Mull
- 1983 : The Ploughman's Lunch : Lecturer
- 1984 : Joie et Réconfort : Alan
- 1984 : La Déchirure (The Killing Fields) : Dr MacEntire
- 1984 : Porc royal (A Private Function) : Morris Wormold the Meat Inspector
- 1985 : Defence of the Realm : Jack Macleod
- 1986 : Coming Up Roses : Mr. Valentine
- 1987 : Friendship's death : Sullivan
- 1988 : Just Ask for Diamond : Chief Inspector
- 1988 : Hidden City : Anthony
- 1988 : Les Aventures du baron de Münchhausen : Henry Salt
- 1989 : Bearskin: An Urban Fairytale : Jordan
- 1989 : The Rachel Papers : Gordon Highway
- 1989 : Le Retour des mousquetaires (The Return of the Musketeers) : Charles I
- 1990 : Les Sorcières (The Witches) : Mr. Jenkins
- 1991 : Les Imposteurs : Victor Swayle
- 1991 : Truly, Madly, Deeply : Sandy
- 1992 : Chaplin : Stage Manager
- 1994 : The Turnaround : James Webb
- 1995 : Victory : Capt. Davidson
- 1995 : Richard III : Ratcliffe
- 1997 : Spice World : Brian
- 1998 : Hilary et Jackie (Hilary and Jackie) : Cello Teacher
- 1999 : Chrono-Perambulator : Professor Teddy Knox
- 1999 : Heart : Mr. Kreitman
- 1999 : The Match : Tommy
- 1999 : Sunshine : Minister of Justice
- 2000 : Complicity : Wallace Byatt
- 2001 : Home Road Movies : Father
- 2001 : Crush le club des frustrées (Crush) : Rev. Gerald Marsden
- 2002 : Crossings (voix)
- 2003 : Bright Young Things : Sir James Brown
- 2005 : Kingdom of Heaven : Bishop (director's cut)
- 2005 : Rag Tale : Lucky Lloyd
- 2006 : Miss Potter : Ruppert Potter
- 2006 : Amazing Grace

### Télévision
- 1978 : Life of Shakespeare (feuilleton télévisé) : Roi Jacques
- 1979 : Telford's Change (série télévisée) : Kelvin
- 1979 : One Fine Day (téléfilm) : homme dans l'ascenceur
- 1980 : The Lost Tribe (feuilleton télévisé) : Moshe Kaydan
- 1982 : Les Gens de Smiley (en) (Smiley's People) (feuilleton télévisé) : Lauder Strickland
- 1985 : Dutch Girls (téléfilm) : Mole
- 1986 : The Singing Detective (feuilleton télévisé) : Dr Gibbon
- 1986 : God's Chosen Car Park (téléfilm) : Victor Rosen
- 1989 : Traffik (feuilleton télévisé) : Jack Lithgow
- 1990 : God on the Rocks (téléfilm) : Mr Marsh
- 1990 : Yellowbacks (téléfilm) : Alex McPherson
- 1992 : Tell Tale Hearts (feuilleton télévisé) : Anthony Steadman
- 1992 : In Dreams (téléfilm) : Dr Gold
- 1993 : Wall of Silence (téléfilm) : Howard Mullen
- 1994 : Les Temps difficiles (téléfilm) : Stephen
- 1995 : Oliver's Travels (feuilleton télévisé) : Baxter
- 1995 : Ghostbusters of East Finchley (série télévisée) : Joe Small
- 1996 : The Crow Road (feuilleton télévisé) : Kenneth McHoan
- 1996 : The Writing on the Wall (téléfilm) : Bull
- 1997 : Melissa (feuilleton télévisé) : DCI Cameron
- 1997 : Mr. White Goes to Westminster (téléfilm) : Ben White
- 1999 : Wives and Daughters (feuilleton télévisé) : Mr Gibson
- 2001 : Rebel Heart (en) (feuilleton télévisé) : James Connolly
- 2001 : The Whistle-Blower (téléfilm) : D.I. Neil Sleightholme
- 2001 : Swallow (téléfilm) : Angus Tighe
- 2001 : Othello (téléfilm) : Sinclair Carver
- 2002 : Doctor Zhivago (feuilleton télévisé) : Alexander Gromyko
- 2003 : Trust (série télévisée) : Tilson
- 2003 : Danielle Cable: Eyewitness (téléfilm) : DI Nick Biddiss
- 2004 : Shoebox Zoo (série télévisée) : Storyteller (voix)
- 2004 : Lie with Me (téléfilm) : DCI Collman
- 2005 : ShakespeaRe-Told (épisode : Le Songe d'une nuit d'été) (téléfilm) : Theo
- 2008 : Criminal Justice : Harry Box
- 2008 : La Petite Dorrit : Mr Meagles
- 2009 : Londres, Police Judiciaire (Law & Order: UK) : George Castle
- 2010 : Doctor Who (épisode La Victoire des Daleks) : Le professeur Bracewell
- 2014 : Outlander : Ned Gowan
- 2018 : Fleabag : le père
- 2019 : Good Omens : R. P. Tyler
- 2019 : Petit Meurtre entre frères (mini-série) : Roy Lynch
- depuis 2022 : House of the Dragon : Lyman des Essaims
- 2022 : Sandman : Dr John Hathaway
- 2026 : Kill Jackie